# タリン・テレル
タリン・ニコール・テレル（Taryn Nicole Terrell 1985年12月20日-）は、アメリカ合衆国のプロレスラー。ルイジアナ州ニューオーリンズ出身。

## 来歴
2007年のディーヴァサーチで4位になった後、翌年からFCWで活動。2008年6月、ティファニー（Tiffany）のリングネームでECWに登場、FCWとECW（GMとしても）の両方で活動したあと、SmackDown!に移籍し、2010年11月に解雇された。2010年3月にドリュー・マッキンタイアと結婚するが、8月にマッキンタイアに暴行した容疑で逮捕された。2011年5月に離婚を発表。
解雇後はインディ団体を転戦した後、2012年にTNA入団。

## タイトル歴
- インパクト・ノックアウト王座